# ماجد الغرباوي (كاتب)
ماجد الغرباوي كاتب وباحث ومفكر إسلامي عراقي، هاجر إلى استراليا في عهد نظام الرئيس العراقي الأسبق صدام حسين وحصل على الجنسية الأسترالية، وأسس صحيفة ومؤسسة المثقف بمدينة سيدني الأسترالية.

## مسيرته المهنية
عمل ماجد الغرباوي في مجال التدريس، وترأس تحرير مجلة «التوحيد»، كما رأس تحرير سلسلة «رواد الإصلاح» قبل أن ينشئ مؤسسة المثقف بمدينة سيدني بأستراليا في السادس من يونيو عام 2006، وهي مؤسسة ثقافية مهتمة بنشر الثقافة وقيم التسامح الديني، وتصدر عنها صحيفة المثقف، كما قدمت عدداً من الجوائز من بينها جائزة الإبداع، وجائزة المرأة، وجائزة المثقف.
ناقش ماجد الغرباوي الباحث بالفكر الديني، في كتاباته ومؤلفاته وحواراته النقدية الكثير من القضايا الإسلامية، وتناول بالنقد العديد من المفاهيم الدينية وبعض مفاهيم العقيدة الشيعية مثل مفهوم الإنتظار في الفكر الشيعي، ومفهوم الخلاص، ومفهوم الشفاعة، كما انتقد فكرة ولاية الفقيه والربط بين الولاية والإستبداد، وانتقد فكرة الخلافة التكوينية في الفكر الشيعي، والتي تعتبر أن الكون كله قد وضع تحت تصرف النبي والأئمة على الرغم من كونهم بشر، وهذا وفقاً لما ورد على لسان النبي محمد في القرآن الكريم إذ قال تعالى «ما أنا إلَا بشر مثلكم»، واعتبار الإمام في الفكر الشيعي شخص بإمكانه أن يؤثر في الكون ويُمكنه التصرف به بإعتباره أحد علله.

## أعماله ومؤلفاته
ألف ماجد الغرباوي المتخصص في علوم الشريعة والعلوم الإسلامية، العديد من المؤلفات والدراسات كما شارك في تأليف عدد من الكتب المتخصصة في الدراسات الإسلامية إلى جانب ترجمة عدد من الكتب لمؤلفين آخرين إلى العربية، وفيما يلي بعضا من أعماله المؤلفة والمترجمة:

### المؤلفات
- الشيخ المفيد وعلوم الحديث، 1992.
- الشيخ محمد حسين النائيني.. منظّر الحركة الدستورية، 1999 عن مؤسسة الأعراف.
- إشكاليات التجديد، 2000، يقع الكتاب في 254 صفحة.[2]
- التسامح ومنابع اللاتسامح: فرص التعايش بين الأديان والثقافات، 2006.
- تحديات العنف، 2009.
- الضد النوعي للاستبداد: استفهامات حول جدوى المشروع السياسي الديني، 2010 عن مؤسسة المثقف بسيدني، يقع الكتاب في 256 صفحة.[3]
- الحركات الإسلامية.. قراءة نقدية في تجليات الوعي: صدر عام 2015 عن مؤسسة المثقف بسيدني، ويقع الكتاب في 160 صفحة.[4]
- المرأة والقرآن.. حوار في إسكاليات التشريع: صدر عام 2015 عن مؤسسة المثقف بسيدني، ويقع الكتاب في 200 صفحة.[5]
- قراءة في تداعيات السلطة والحكم في العراق، 2016 عن مؤسسة المثقف بسيدني، يقع الكتاب في 180 صفحة.[6]
- نقد مرجعية التفكير الديني، 2018.
- الهوية والفعل الحضاري، 2019.
- مواربات النص، 2020.
- الفقيه والعقل التراثي، 2020.
- مضمرات العقل الفقهي، 2020.
- تحرير الوعي الديني، 2021.
- المرأة وأفاق النسوية، 2021.
- تراجيديا العقل التراثي، 2021.

### التراجم
- الدين والفكر في شراك الاستبداد: صدر عام 2001.
- الإسلام
- الأصول الرجالية الأربعة

## كُتب صدرت عنه
- الإلهي والبشري والدين التراثي.. رؤية نقدية في مشروع ماجد الغرباوي: للكاتب صالح الطائي.[7]
- جدلية العنف والتسامح.. قراءة في المشروع الإصلاحي لماجد الغرباوي: صدر عام 2016 للكاتب صالح الرزوق.
- الفلسفة النسوية في مشروع ماجد الغرباوي التنويري: صدر عام 2020 للكاتب محمود محمد علي.[8]